# Breguet Bre.4
Breguet Bre.4, còn gọi là Type IV và BUM, là một loại máy bay ném bom hai tầng cánh của Pháp trong Chiến tranh thế giới I. Một phiên bản tiêm kích cũng được chế tạo với tên gọi BUC và BLC.

## Biến thể
Type IV (BU3)
BUM (BrM2B.2)
BLM (BrM4B.2)
BUC
BLC
Breguet de Chasse

## Quốc gia sử dụng
Pháp
- Lục quân Pháp

 România
- Không quân Hoàng gia Romania

 Anh Quốc
- Cục Không quân Hải quân Hoàng gia

## Tính năng kỹ chiến thuật (BUC)
Đặc điểm tổng quát
- Kíp lái: 2
- Chiều dài: 9,50 m (31 ft 2 in)
- Sải cánh: 16,40 m (53 ft 10 in)
- Chiều cao: 3,70 m (12 ft 2 in)
- Diện tích cánh: 54,0 m2 (581 ft2)
- Trọng lượng rỗng: 1.160 kg (2.557 lb)
- Trọng lượng có tải: 1.535 kg (3.384 lb)
- Powerplant: 1 × Salmson, 149 kW (200 hp)

Hiệu suất bay
- Vận tốc cực đại: 138 km/h (86 mph)
- Tầm bay: 399 km (248 dặm)
- Thời gian bay: 3 giờ

Vũ khí trang bị
- 1 × pháo Hotchkiss 37 mm (1.46 in)
- 300 kg (660 lb) bom